# José Francisco Peña Gómez
Jose Francisco Pena Gomez (ur. 6 marca 1937, zm. 10 maja 1998) – dominikański polityk, adwokat, politolog i spiker radiowy haitańskiego pochodzenia, przywóca socjaldemokratycznej Dominikańskiej Partii Rewolucyjnej (PRD), burmistrz Santo Domingo w latach 1982-1986, kandydat na prezydenta Dominikany w wyborach 1994 i 1996.